# Jinbei Granse
Jinbei Granse (阁瑞斯 Geruisi) — малотоннажный грузовой автомобиль, выпускающийся китайским автопроизводителем Jinbei. Является ребеджинговым вариантом Toyota HiAce.

## Jinbei Granse (SY6471ES; 2002—2005)

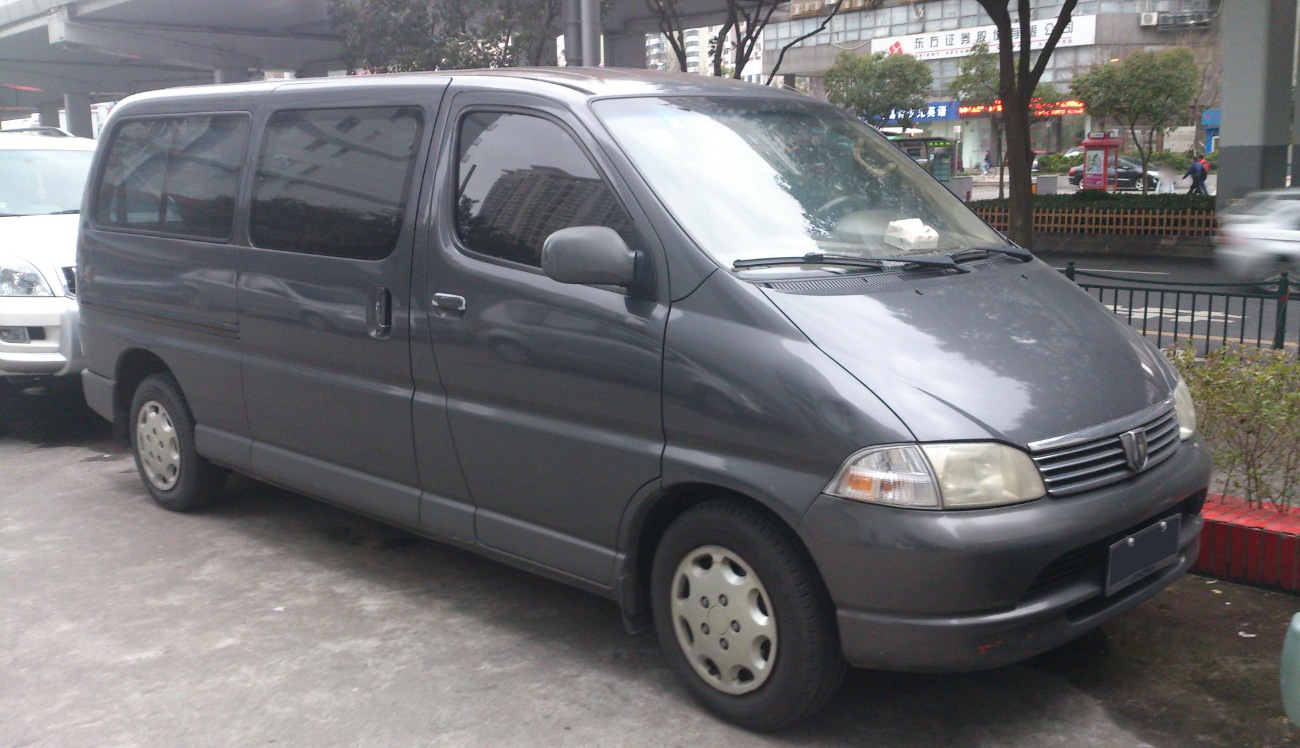
Jinbei Granse LWB

По соглашению между компаниями Toyota и Jinbei в 2002 году Toyota Granvia выпускался и продавался в Китае под названием Jinbei Granse (Grace). На протяжении всего производственного цикла автомобиль оснащался пятью двигателями: 2,0-литровый V19 и 2,2-литровый V22 производства Jinbei, 2,4-литровый 2TZ-FZE, 2,5-литровый DK4A и 2,7-литровый 2TR-FE. Двигатели сочетались в паре с пятиступенчатой механической или же четырёхступенчатой автоматической трансмиссией.

## Jinbei Granse (SY6470; 2005—2009)
Первый рестайлинг Jinbei Granse был идентичен Toyota Hiace для Японии и Европы. Изменения коснулись передней части и прозрачных передних фар и задних фонарей. Автомобиль выпускался до 2009 года под индексом SY6470.

Версия фургона получила индекс Jinbei Kuaiyun (运运), а позже — Jinbei Xinkuaiyun (运快运).

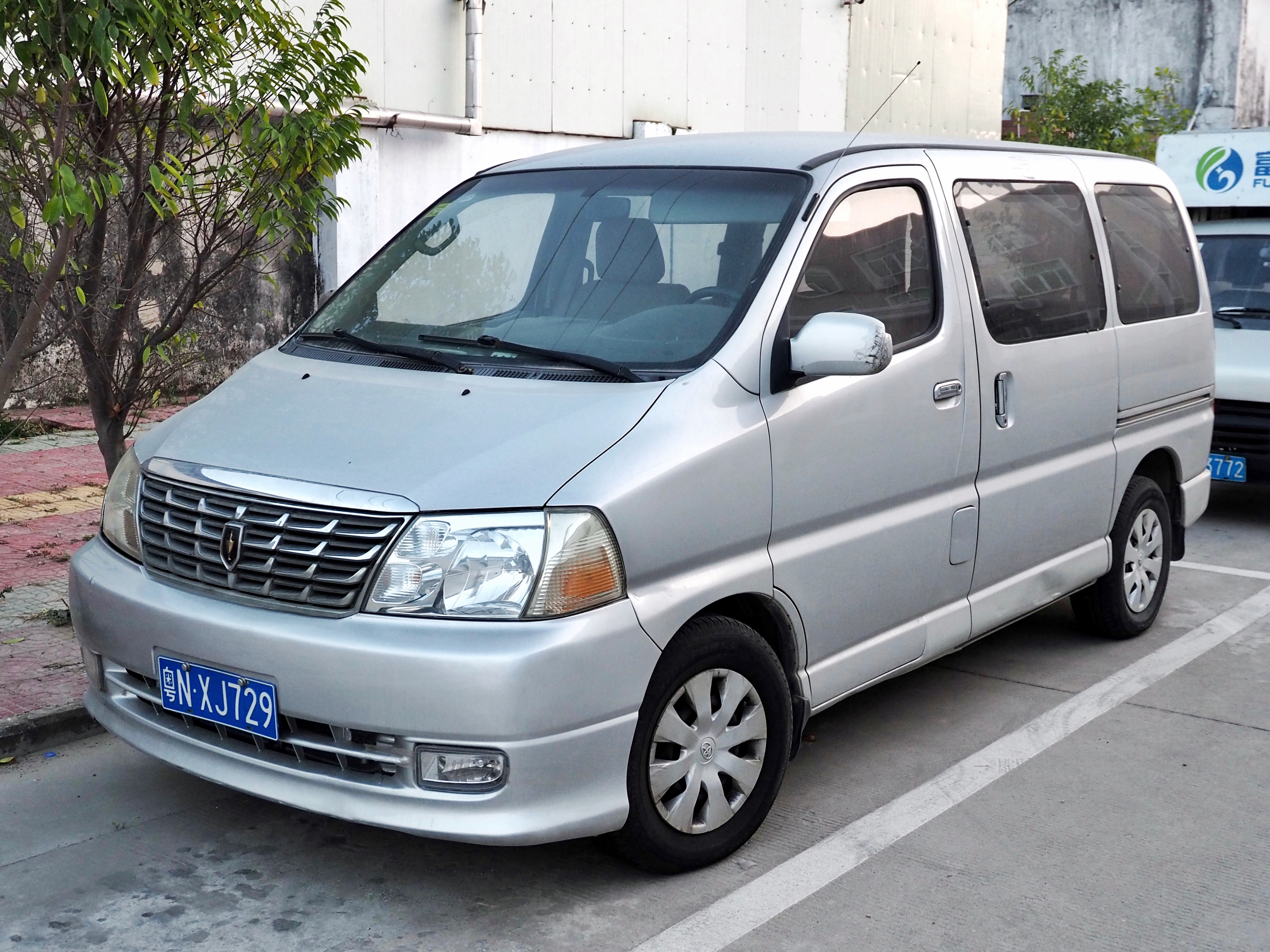
Вид спереди
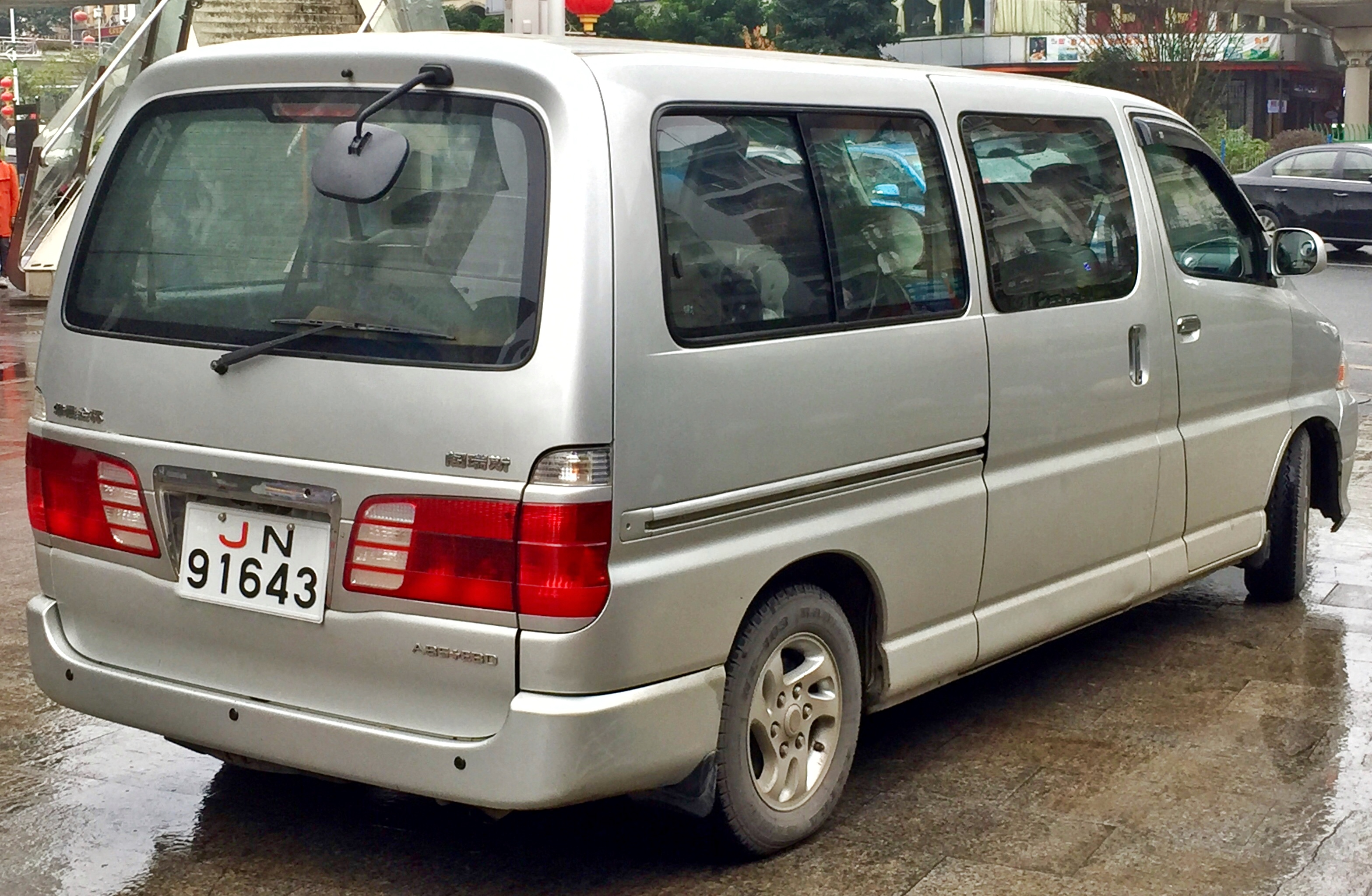
Вид сзади

## Jinbei Granse 3 (2009 — настоящее время)
Jinbei Granse 3 был полностью разработан компанией Jinbei и никак не связан с Toyota HiAce. Продажи начались в 2009 году под названием Jinbei Granse Kuaiyun.

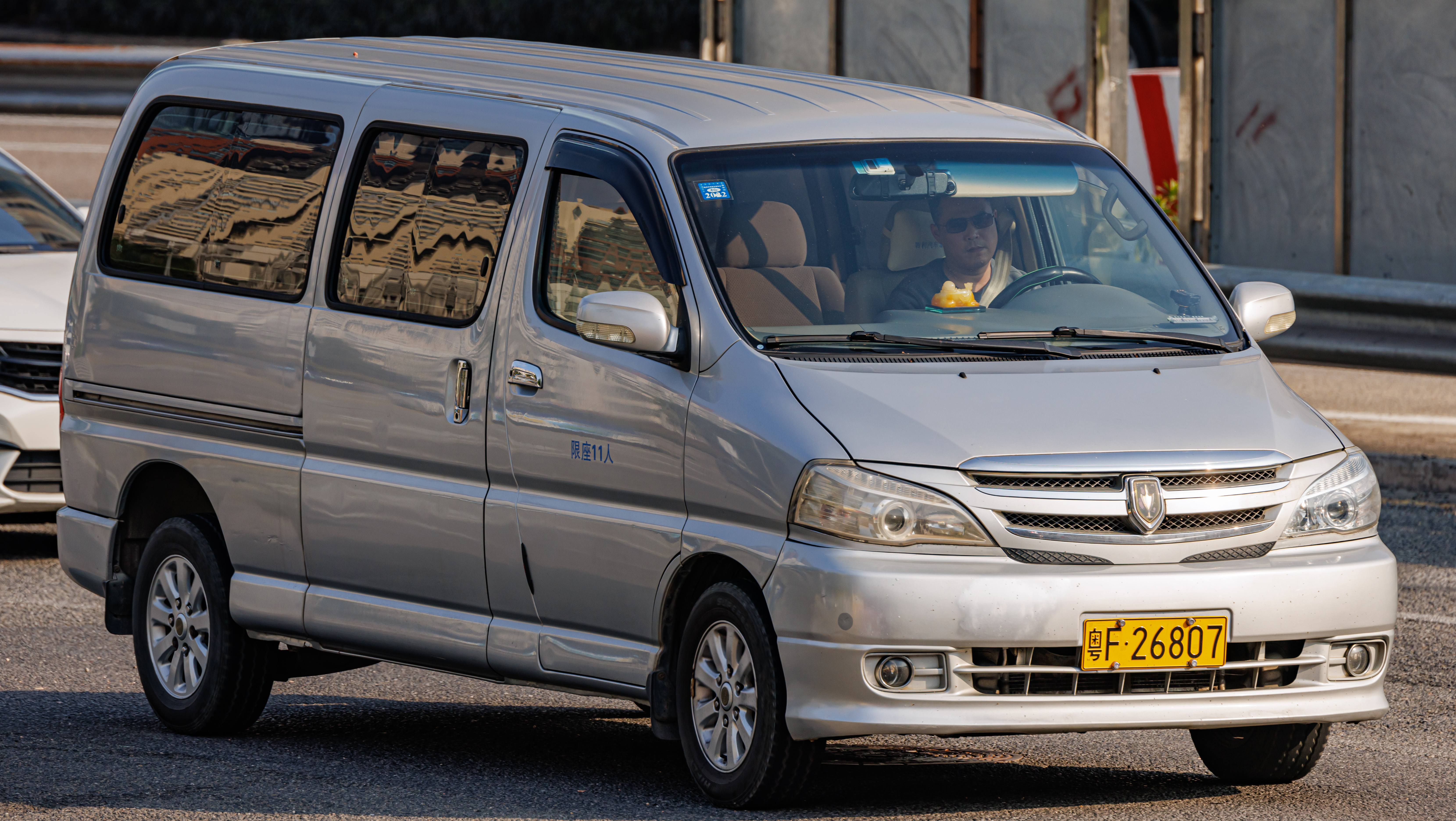
Вид спереди
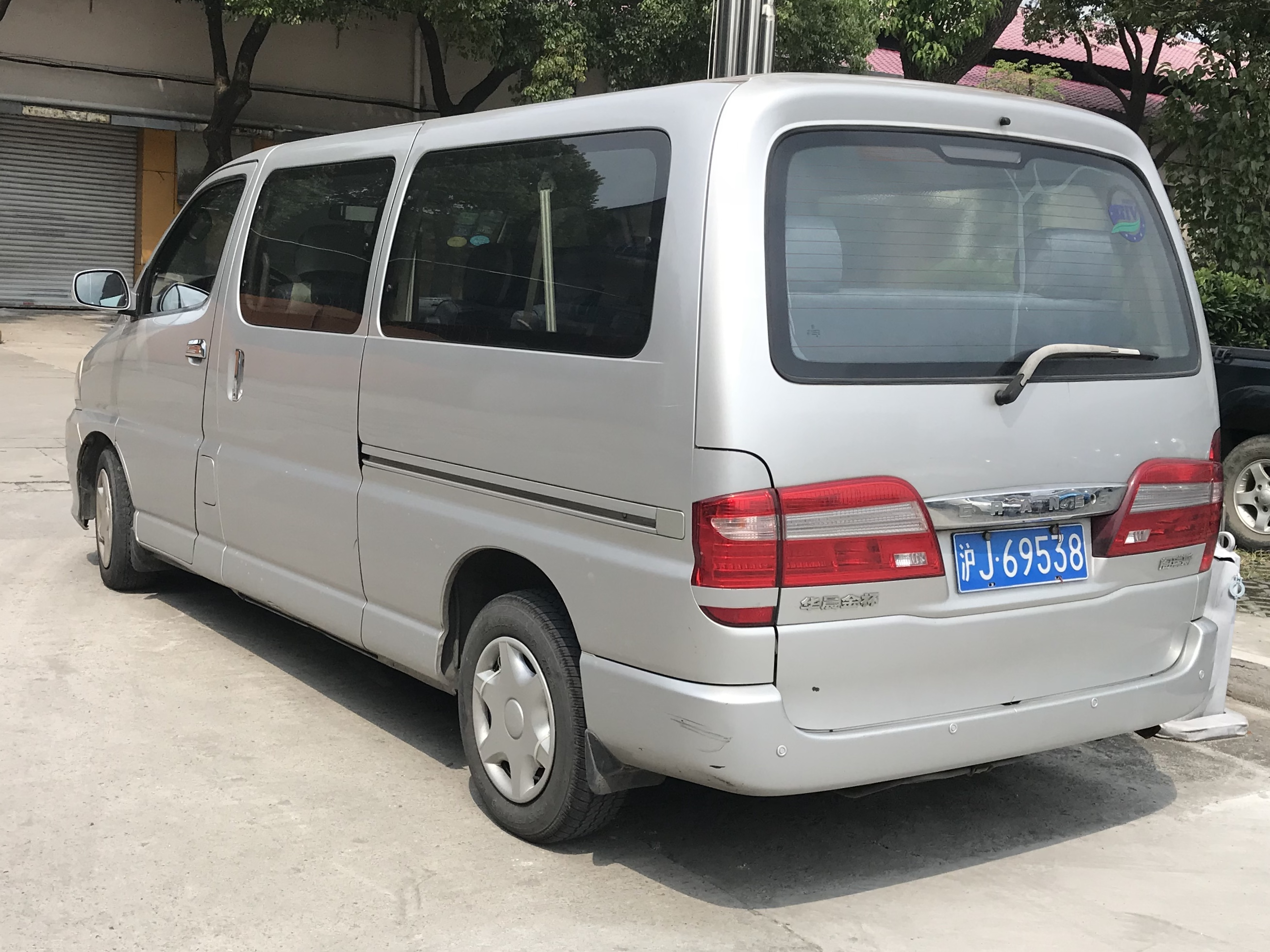
Вид сзади

## Jinbei Granse (2014 — настоящее время)
Современная версия Jinbei Granse выпускается с 2014 года.

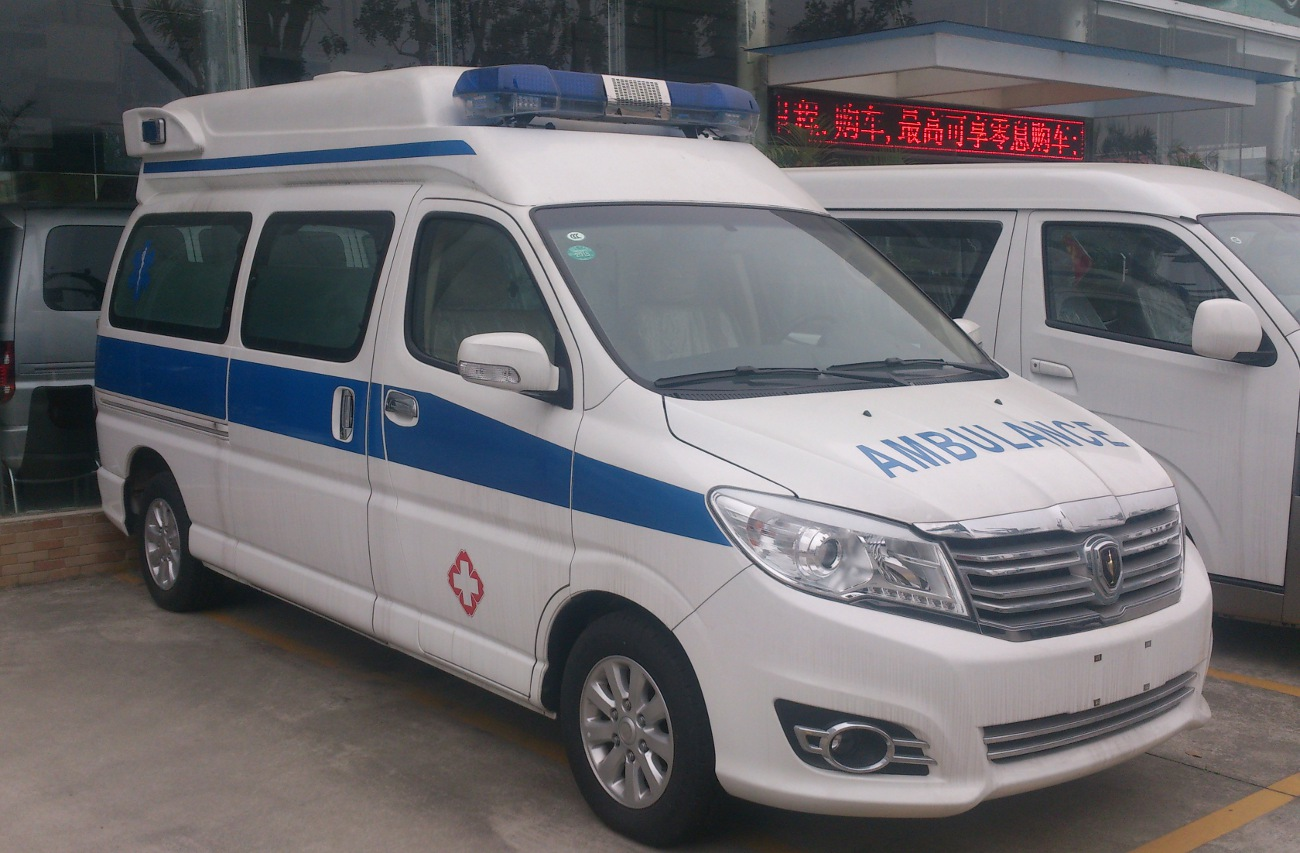
Вид спереди
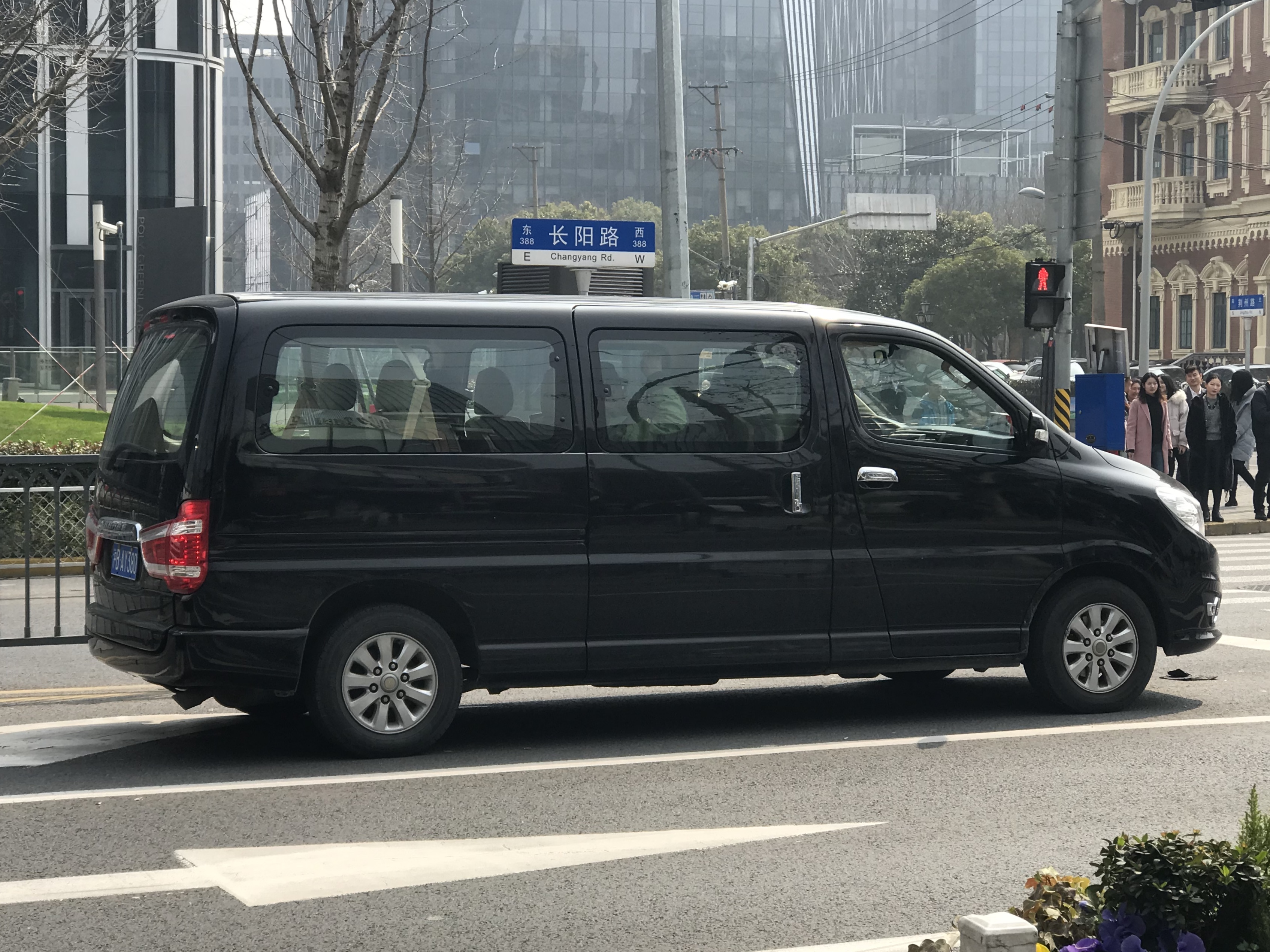
Вид сзади